# Sphindus dubius
Sphindus dubius is een keversoort uit de familie slijmzwamkevers (Sphindidae). De wetenschappelijke naam van de soort werd in 1808 gepubliceerd door Leonard Gyllenhaal.